# Osterwitz
Osterwitz est une ancienne commune autrichienne du district de Deutschlandsberg en Styrie.